# Härryda (plaats)
Härryda is een plaats in de gemeente Härryda in het landschap Västergötland en de provincie Västra Götalands län in Zweden. De plaats heeft 861 inwoners (2005) en een oppervlakte van 235 hectare.

## Verkeer en vervoer
Bij de plaats lopen de Riksväg 27/Riksväg 40 en Länsväg 156.
Vlak bij de plaats ligt de Luchthaven Göteborg-Landvetter.

## Voetnoten
1. ↑  (sv)  Tätort (17-02-2006). Zweeds Bureau voor Statistiek. Tätorter 2005. Bezocht op 13 april 2009.